# 투비소프트
투비소프트(Tobesoft)는 2000년 7월 설립된 대한민국의 기업용 비즈니스 UI/UX 플랫폼 전문기업이다.
코스닥에 2010년 6월 상장했으며, 최종 청약 경쟁률이 1249.04대 1을 기록하기도 했다.

## 재무
2024년 결손 보전을 통한 재무구조 개선을 위해 보통주 5주를 1주로 병합하는 무상감자를 실시하였다

## 연혁
- 2000. 07 투비소프트 법인 설립
- 2001. 07 기업부설연구소 인가
- 2004. 11 디지털 이노베이션 대상 수상
- 2006. 12 대한민국 소프트웨어기술대상 대상 수상
- 2006. 12 TTA VeriTest 획득
- 2007. 08 Red herrings Asia award 100대기업 선정[3]
- 2008. 01 CMMI Level3 획득
- 2008. 03 SAP Certification 획득
- 2008. 11 대한민국 SW대상 대통령상 수상
- 2009. 11 대한민국 IT이노베이션 국무총리상 수상
- 2010. 11 제 1회 대한민국 SW산업인의 날 대통령 표창
- 2011. 09 한일 산업 기술 페어 표창장 수상
- 2012. 02 제 11회 대한민국 소프트웨어 기업경쟁력 대상 수상
- 2013. 11 대한민국 IT이노베이션 철탑산업 훈장 수상[4]
- 2013. 12 소프트웨어산업발전유공 정부포상 산업 포장 수상
- 2014. 11 대한민국 기술대상 은상
- 2014. 11 대한민국 10대 신기술 선정
- 2014. 11 산업기술진흥 유공자 대통령 표창[5]
- 2014. 11 신기술실용화 진흥 유공 표창
- 2015. 02 코스닥시장 공시 우수법인 선정[6]
- 2016.05 제 2회 글로벌 상용SW명품대전 공공부문 발주자협의회 회장상[7]
- 2017.08 IR52 장영실상 기술혁신상[8]
- 2018.02 대한민국 SW기업 경쟁력 대상 기업역량 강화 부문 대상[9]
- 2018.09 글로벌상용SW명품대전 한국상용SW협회 회장상
- 2018.11 IR52 장영실상 수상
- 2019.03 IR52 장영실상 최우수상 수상(대통령상)
- 2019.11 공공부문 발주자협의회 공로상 수상
- 2019.12 대한민국 기술대상 산업기술진흥 유공자 수상
- 2019.12 SW산업인 유공자 장관상 수상
- 2025.1.2 이경찬 대표이사 별세, 부사장 직무대행 체계
- 2025.1.3 김모란희 대표이사 선임

## 제품
- nexacro platform 보관됨 2015-04-04 - 웨이백 머신 - 기업용 비즈니스 UI·UX 플랫폼 [BUX(Business User eXperience: 비즈니스 사용자 경험]
- nexup[깨진 링크(과거 내용 찾기)] - 논코딩 방식의 신개념 서버프레임워크
- XPLATFORM 보관됨 2015-04-04 - 웨이백 머신 - RIA 기반의 UI 통합 플랫폼
- MiPlatform - X-Internet 기반의 무선 통합 UI 개발/운용 환경
- X-PUSH - 경량 고성능의 메시지 전달 서버
- 컨버전서비스 보관됨 2022-01-29 - 웨이백 머신 - UI UX 웹 전환 컨설팅 서비스

## 조직
- 주요 임원
- 조강희 단독 대표 체제(2018.11)
- 조강희, 이경찬 각자 대표 체제(2020.07)